# Lac Avonelle
Le lac Avonelle (en anglais : Avonelle Lake) est un lac américain dans le comté de Tuolumne, en Californie. Il est situé à 2 539 mètres d'altitude au sein de la Yosemite Wilderness, dans le parc national de Yosemite.